# 小西伯熙
小西 伯熙（こにし はっき、 寛延元年（1748年） - 文政2年11月16日（1820年1月1日））は江戸時代の文人。丹後国湊（京都府久美浜町）五軒家下屋家2代目。本業は廻船問屋。日間浦（久美浜湾）に聚景楼を建てて十二景を定め、大坂で混沌詩社中等と交流した。

## 概要
寛延元年（1748年）丹後国熊野郡湊（京都府熊野郡久美浜町湊宮）の廻船問屋下屋与右衛門家に生まれた。京都で江村北海に経学・詩文、鉅鹿某に明楽を学んだほか、棋を除く琴棋書画等を嗜み、琴詩酒書画禅道人と号した。
20歳頃日間浦（久美浜湾）に貫月楼を建て、後に聚景楼と改称した。大坂では主に混沌詩社中と交流し、玉江橋北にある葛子琴の御風楼西隣に観水館を建てた。寛政7年（1795年）帰郷し、葛子琴の勧めで『松江近体詩』を刊行した。
文政2年（1819年）11月16日死去し、宝泉寺裏山墓地に葬られた。法名は天真伯熙居士。辞世は「沢庵の辞世は夢のたゝ一字我も辞世は無の一字なり」。

## 日間浦十二景

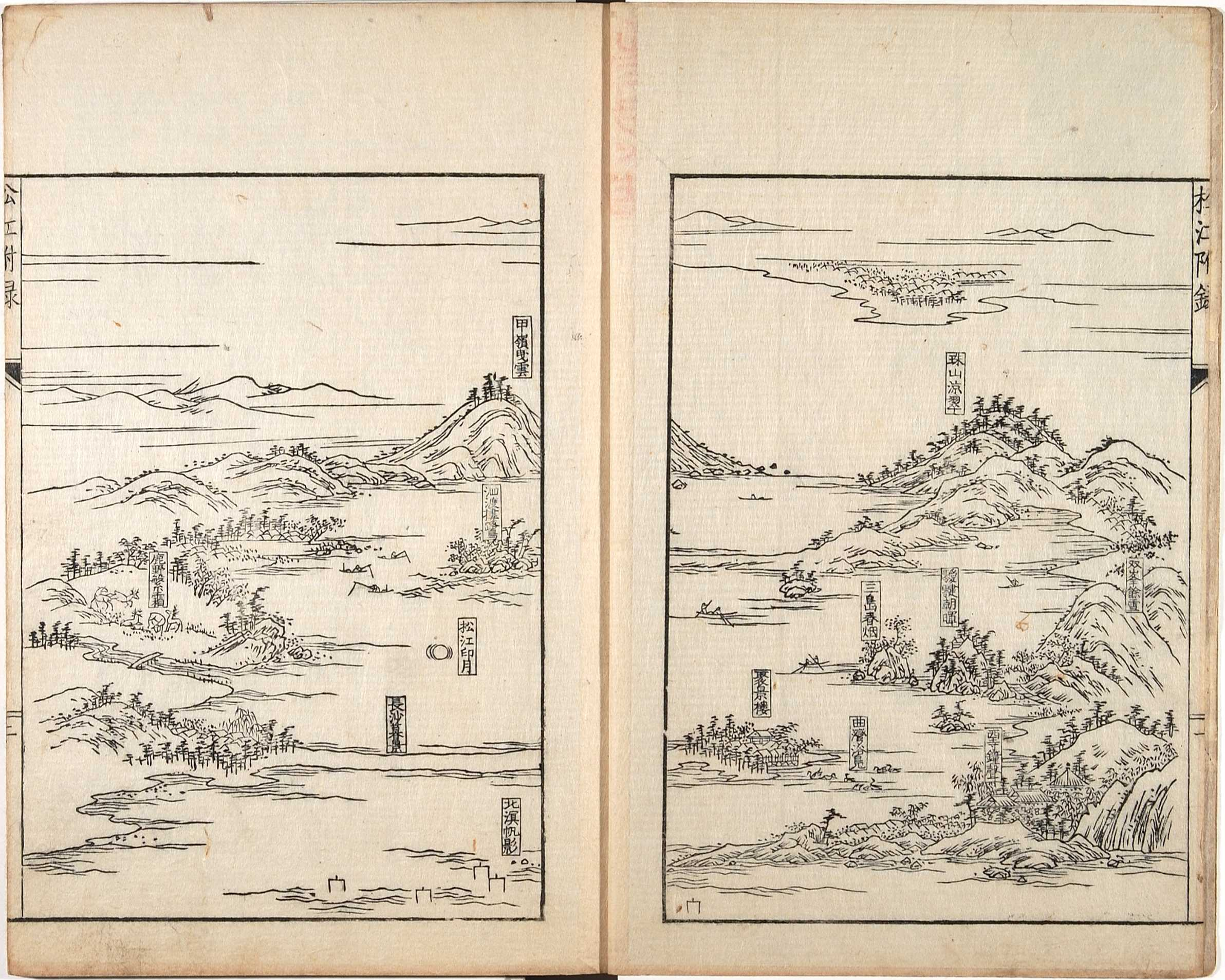
『松江近体詩』附録「聚景楼十二奇絶山水真図」

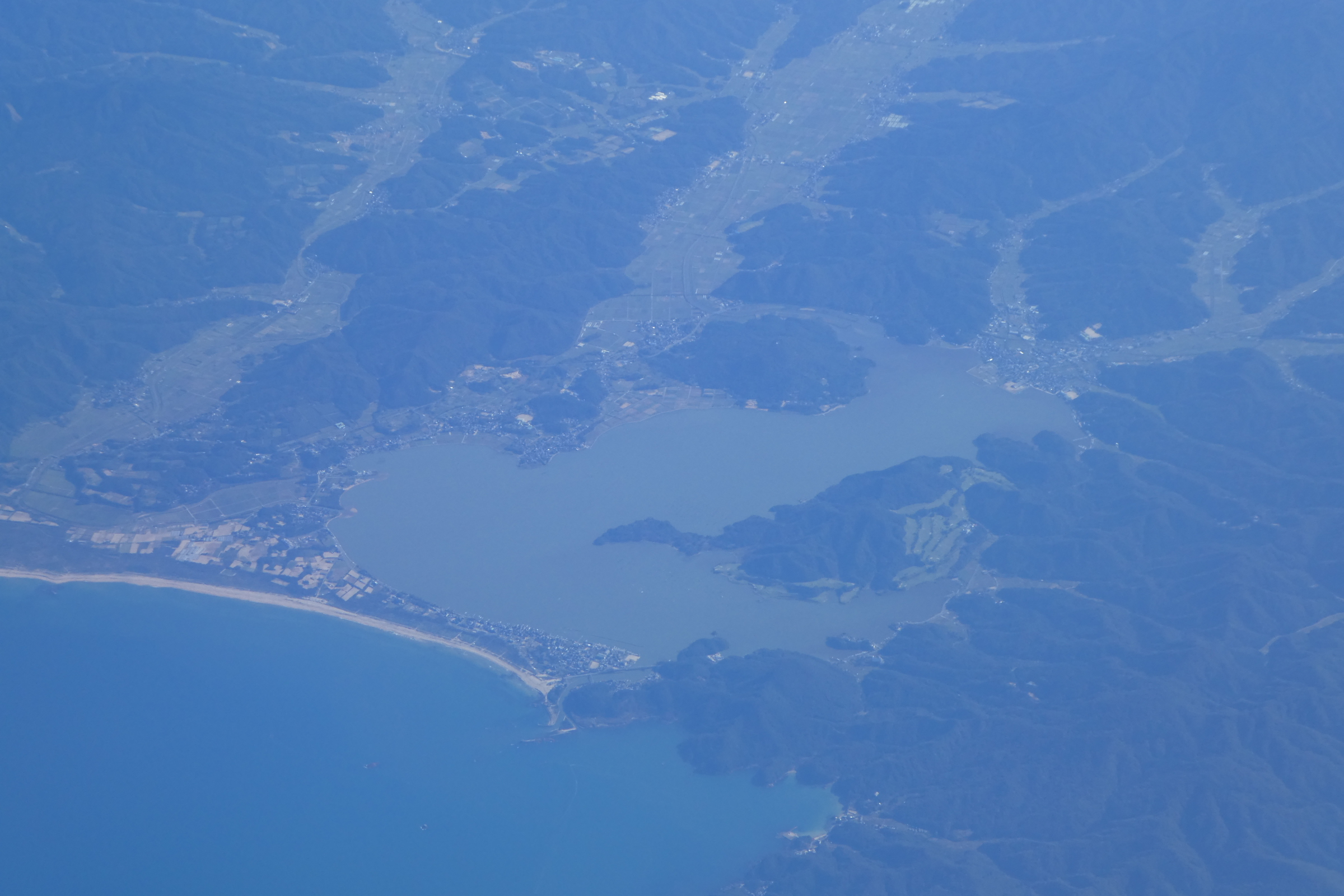
現代の久美浜湾

安永頃制定し、当時の名家に題詠を依頼した。
1. 珠山涼翠
2. 双峰余雪
3. 靉靆朝暉
4. 三島春烟
5. 西寺鐘声
6. 曲湾浴鳧
7. 甲嶺曳雲
8. 泗渡棲鷺
9. 鹿野繁霜
10. 松江印月
11. 長沙暮景
12. 北溟帆影

## 交流
- 桂洲道倫 - 明和5年（1768年）秋貫月楼を訪れた[2]。
- 葛子琴 - 混沌詩社中、最も親しくした[3]。
- 菅茶山 - 同い年で、安永9年（1780年）4月大坂に来訪した際、別荘や船で饗応した[7]。
- 春田横塘 - 文化2年（1805年）閏8月聚景楼を訪れた[2]。
- 篠崎小竹 - 横塘と聚景楼を訪れた[8]。
- 柴野栗山 - 文化4年（1807年）6月聚景楼を訪れた[2]。
- 伊能忠敬 - 文化2年（1805年）8月第5次測量で小西家に宿泊した[9]。この時渡されたと思われる「久美浜湾絵図」写本が伊能忠敬記念館に所蔵される[10]。

## 建碑
- 三界万霊等（大石塔） - 寛政3年（1791年）7月7日宝泉寺境内に建立[2]。
- 大乗妙典碑 - 享和元年（1801年）5月小天橋松原内に父を願主として建立[2]。
- 群霊曝骨墓（飢餓塚） - 文化6年（1809年）村内に天明の大飢饉犠牲者のため建立[3]。

## 下屋小西家
下屋（しもや）家は丹後国熊野郡湊（京都府熊野郡久美浜町）の名家五軒家の一つで、小西隠岐守盛信を祖とする小西本家の分家新シ家の分家。

### 家族
- 父：小西与右衛門生幸[1] - 小西本家4代与市右衛門弟。下屋家初代。文化2年（1805年）没[11]。
- 妻：木下氏 - 寛政4年（1792年）7月20日31歳で没[4]。
- 弟：小西君庶康哉[12]（恒五郎） - 久美浜鮋家[11]。
- 弟：木下紹宗緒[12]（小左衛門） - 宮津湊屋[11]。
- 長男：小西直君温[12]（与右衛門善基） - 安政6年（1859年）没[11]。
- 娘：イツ - 峰山忍縄屋に嫁ぐも離縁した。文化13年（1816年）1月4日没[4]。

### 子孫
1. 小西与右衛門善基
2. 小西与右衛門次郎助 - 嘉永2年（1849年）没[11]。
3. 小西与右衛門 - 長沢太左衛門三男。明治15年（1882年）没[11]。
4. 小西武 - 明治34年（1901年）・大正2年（1913年）湊宮村長[13]。大正8年（1919年）没[11]。
5. 小西勉爾[11]
6. 小西熙（ひろし） - 京都市北区小山下総町在住[8]。